# Galeon
Galeon es un navegador web libre creado para el proyecto GNOME. Galeon está basado en el motor de renderizado Gecko, el mismo que utiliza Mozilla Firefox.
Cuando se creó Galeon, los navegadores web más populares de su momento, Netscape, Mozilla e Internet Explorer eran programas grandes con muchas funciones. Esto hacía que fueran poco prácticos de usar, debido a sus altos consumos de memoria y procesador.[cita requerida] Galeon se creó con el objetivo de ser lo más ligero y rápido posible. Galeon introdujo un sistema de marcadores inteligentes, que pueden personalizarse con iconos adicionales y texto, incrustarse en una barra de herramientas y ordenarse dentro de múltiples categorías.
Marco Pesenti Gritti, uno de los programadores originales de Galeon, anunció en 2002 que había comenzado a trabajar en un nuevo navegador para GNOME llamado Epiphany, debido a desacuerdos con el equipo de desarrollo respecto a la audiencia objetivo del navegador. Actualmente GNOME se distribuye con Epiphany como su navegador predeterminado.
Epiphany continuó con el motor de renderizado Gecko durante algún tiempo, hasta que se anunció su cambio al motor WebKit, utilizado, entre otros, por Safari y Google Chrome.